# 菅野由弘
菅野 由弘（かんの よしひろ、1953年10月6日 - ）は日本の現代音楽作曲家。東京都出身。1980年、東京芸術大学大学院修了。1979年に「弦楽四重奏曲」がモナコ・プランス・ピエール国際作曲賞に入賞して以来、現在に至るまで活発な活動を行っており、海外でも多くの作品が演奏されている。現在、早稲田大学理工学術院基幹理工学部表現工学科教授。日本作曲家協議会会長。

## 来歴
「弦楽四重奏曲」はモナコ・プランス・ピエール作曲賞（1979年）の3年前―1976年の芸大在学中に作曲されたものである。在学中にはこの翌年の「冬の神話Ⅰ」他複数の作品を学内で発表しているが、1978年に「あぽろんの会」委嘱による「合唱と打楽器のための『冬の神話Ⅱ』」を学外ではじめて披露し、自らはこれをデビュー作品としている。以後、国内外の幅広い依頼主からの委嘱を受け、精力的に作曲活動を行なう。
現代音楽の作曲家としては珍しい多作家で、特に日本の伝統楽器による音楽は1978年に国立劇場の舞楽法会において雅楽「総礼伽陀附楽」が演奏されて以来、重要な位置を占めることとなる。同劇場ではプロデューサー木戸敏郎を中心とする伝統音楽の見直しおよび再創造のためのプロジェクトに関わり、多くの作品を生んだ。また僧侶の歌唱による仏教音楽である聲明（しょうみょう）に早くから魅力を感じており、高校生の頃には国立劇場の鑑賞会である「あぜくら会」に入り、公演に通っている。
1986年にはNHK電子音楽スタジオの委嘱により「時の鏡 I ――風の地平」を作曲。プロフィールで紹介される菅野の音楽における3つ目の柱―＜西洋楽器による音楽＞、＜伝統楽器による音楽＞につづく＜電子音楽素材＞への取り組みを始める。1988年のスイス・チューリッヒ・コンピュータ・フェスティバル委嘱による、電子音楽「聲明による『綴れ織り I 』」は早くから関心を示していた聲明の（西洋音楽の合唱には無い）「個」の声の集積による音響美を、電子音響との合成によってさらに立体的にクローズアップすることに成功したと評される。
作品の対象は芸術音楽（自身の言う「シリアスミュージック」（後述）の方法論による音楽）の他、映画音楽（「天使のたまご」、「グスコーブドリの伝記」等）やNHK大河ドラマ「炎立つ」等テレビの音楽、「FMシアター」等ラジオの音楽、施設の空間環境音楽やリラクゼーション・能力向上のための音楽、映像美術やインターネットプロジェクトとのコラボレーション、ロボットの舞踊パフォーマンスのための音楽等、多岐に渡る。放送のための音楽ではNHKからの依頼が多く、ドラマやドキュメンタリー番組の音楽の他、NHK全国学校音楽コンクール課題曲の作曲も担当した。
またこれらの多彩な対象、方法論は早稲田大学基幹理工学部表現工学科における表現工学の取り組みとも関係する。学内では芸術としての音楽の探究とは別の視点からも、多様な場面での人間に作用する音楽の在り方について研究を行なっている。
教育・研究職として、1985年-洗足学園大学講師、1992年-早稲田大学講師、1997-早稲田大学助教授を経て、2004年から同大学教授を務めている。

## 作風
- 音素材が持つ固有音の探究と響きの創造に注力する[4]。パーカッションが多用され、複数の素材（楽器等）の異色な組み合わせが見られることも早い時期からの特徴である[2]。初期には「冬の神話Ⅰ」（1977年）に見られるトランペット＋チャイムや「冬の神話Ⅱ」（1978年）での合唱＋打楽器 [2]、邦楽では「八千矛の神の歌物語」（1987年）でソプラノ・テナー＋箏・三絃が組み合わされる。2009-2011年の「ピアノの粒子3部作」では各々、ピアノ＋南部鈴（「光の粒子」）、＋明珍火箸（「水の粒子」）、＋歌舞伎オルゴール（「虹の粒子」）がコンビネーションされており、「月夜の虹」（2012年）ではピアノとその上に置かれたトイピアノが１人のピアニストによって演奏される。古代祝祭劇「太陽の記憶―卑弥呼」（2014年）ではヴァイオリン、チェロ、コントラバス、パイプオルガンの洋楽器群と三味線、笙、龍笛、能管、尺八、琵琶、筝、十七絃の和楽器群および和洋打楽器からなるアンサンブルに声明が加わり、日本舞踊、歌舞伎の舞いと演奏家が一体となる劇中に「今まで聴いたことのない響き」が追求された[7]。

- 曲名および曲解説には「星」、「光」、「波」といった自然に関する言葉があり、変化しながらも存在し続ける自然への畏敬やその中にある生命への想い、輪廻の思想が見られる[8]。「弦楽四重奏曲」（1976年）の自身による解説では「豊穣なはずの海からあらゆる生命が消滅したとしても、海は波打ち、風は吹き、砂には風紋が刻まれ、変化は永遠に続く―という光景を想像する時、弦楽器か雅楽の音が頭に浮かぶ」[9]（要約引用）という。同様の解説は「ヴァイオリンと打楽器のための『風鐸』」（1992年）、「ピアノのための『光の残像Ⅰ』」（1992年）でも述べられている。「砂の都市」（1991年）では「波の断片」と呼ぶ18音の音列が変化しながら「波状集積」されていく。この中心となる音列はほぼ同じ形で繰り返され、逆行形、反行形を見せることなく進行する[8]。同様の音列は「星の死」（1983年）では星の死と再生の輪廻を、「光の残像Ⅰ」では都市の闇に無言の行のごとく明滅するビル群の赤い点滅灯を暗示している[10]。

- 菅野によれば、これらの音列（波の断片）はそれ自体が一つの表情を持って全体像を支配し、海の波のように、定常的に見えたとしても大波が小波に被さり、追い越すという変化を際限なく繰り返す（波状集積される）。この無限の繰り返しは人間の営為と同様であり、そのトータル・ユニゾンのシステムは日本の伝統音楽にも通ずるものである[11]、としている。

- 「すべての楽器は、自然界からの賜り物である。自然界のあらゆるメッセージを聞き、音楽にしてみたい、そんな夢を見ていた。」と述べる。「聲明とパルサー波によるコンピュータ音楽のための『虚空星響』」（1996年）他では超新星爆発の後に残された中性子星から発せられる電波（パルサー波）の数値を、音律、音列、リズム、音量、定位等の音楽の要素にあてはめ、電子音響により表現している。菅野は古代の人々が竹に穴を開け楽器にしていく時の感覚を想像し、パルサー波という自然現象から音を抽出する際の自らの感覚に重ねている[12]。

- 上野晃は、「菅野の作曲はシステマティックではあるが、決してロジカルに特定の語法を押し付けるのではなく、リスナーの選択を通じて一つのコンセプトに導く。音楽が情念や感情を直接扱うのではなく、客観と主観を仲介し、神の摂理、宇宙の法則、或いは大自然の理に従う営みであることを悟らせる。大言壮語や威圧によらず、音素材選定とソノリティの卓越、それによる和声的より線的な、明快な響きによって彼の都市は構図される。それをまず暖かく、次に客観的に、そして憧憬的な眼差しで見直す[8]」（要約引用）とする。一方、オーケストラ曲「崩壊の神話」（1995年）のライナーノーツにおいて自身は、邦楽器では伝統の中にある繊細な表現を大切にしたいが、この曲では大編成のオーケストラならではの怒涛の響きを意図した[13]、と述べている。

- 菅野は、音楽のジャンルの区分で使われる「クラシック系」と「ポップス系」に対し、用途で区分する場合には「シリアス・ミュージック」と「コマーシャル・ミュージック」の概念を使用する。「シリアス・ミュージック」とは個性と先進性を求めた創造的な音楽であり、「コマーシャル・ミュージック」は先進性よりも聞き慣れたものが求められ、既存のスタイルを踏襲する実用音楽である。自身にとっての「シリアス・ミュージック」はクラシック系だが、「コマーシャル・ミュージック」が求められるテレビの音楽でもクラシック系による曲を書き（大河ドラマ「炎立つ」等）、タンゴ（NHKドラマ「ふたりでタンゴを」）やジャズ（同「新・半七捕物帳」）による作曲もある。また、多くのポップス系アーティストによる音楽は個性と先進性が追求されており、「シリアス・ミュージック」でありながら商業的にも成功しているため、羨ましく感じているという[5]。なお、シリアス・ミュージック、コマーシャル・ミュージックに関わらず、同じ姿勢、思い入れで取り組む、と述べている。

## 研究
- 表現工学の取り組みとして、建築学、音響学との連携により、騒音への対処を含めた、音に配慮した空間づくりの研究を行なう。これには環境音楽の制作も含まれる[6]。

- テレビドラマの音楽は映像の影響により知覚されにくい場合がある。逆に音楽が出過ぎ、ナレーションや映像を妨げることがある。この調整の最適化は年齢等、視聴者の条件により異なるため、多チャンネルを利用した、条件によって最適な音声を選ぶ仕組みを基礎研究の対象としている[6]。

## エピソード
- 本人は東京出身だが、父親は江刺市(現奥州市)に隣接する住田町の出身である。このため、1993年7月から翌年3月まで放送されていたNHK大河ドラマ『炎立つ』の音楽に対しては、特別な思いを持っていたという。なお、菅野が大河ドラマの音楽を担当したのは同作のみ。
- 1983年度芸術祭大賞のテレビドラマ『波の盆』（笠智衆主演・日本テレビ系列）では武満徹の音楽にピアノとシンセサイザーの演奏で参加し、録音後にリングモジュレーター等による音響加工を担当した。アナログ環境の当時、一晩中を費やした加工作業の中で「やや狂気に満ちた音色」が出ると武満は非常に嬉しそうであったという。武満没後10年の節目である2006年に武満研究で知られるピアニスト、大竹紀子の委嘱により作曲された「光の残像Ⅲ『天使の梯子』」では武満作品からの引用が試みられている。この引用パッセージはピアノ演奏と同時にデジタル処理され「やや狂気に満ちた音色」となって、雲の切れ間から降りる光の筋＝「天使の梯子」を（天上に）昇っていく[14][15]という。

## 受賞歴
- 1979年、第20回モナコ・プランス・ピエール国際作曲賞／「弦楽四重奏曲」
- 1980年、ヴィヴァルディ作曲賞／「NEPTUNE」― 弦楽合奏とチェンバロのための」
- 1994年、ユネスコ主催、インターナショナル・ミュージック・カウンシル（IMC）推薦作品賞／「時の鏡 I ― 風の地平」
- 1997年、シカゴ国際映画祭ゴールド・プラーク賞／交響詩「遙かなる流れの郷―胆沢」
- 2002年、イタリア放送協会賞／ラジオドラマ「アウラ」（NHK・FMシアター）の音楽
- 2012年、日本文化藝術財団、創造する伝統賞
- 2015年、情報文化学会賞・芸術大賞（「先駆的作曲活動による情報文化学への貢献」）

## 主要作品

### 舞台作品
- バレエ音楽「新当麻曼荼羅」（1987年）
- 双頭の鷲（デヴィッド・ルボー演出、麻実れい主演の舞台演劇、1990年）
- 雅楽、聲明、伶楽のための「西行――光の道」（1995年）
- 少年少女 (女声) のためのミュージカル「雪の卵」（1998年）
- 「月恋」（花柳衛菊舞踊公演、2000年)
- 江戸あやつり人形結城座公演「くぐつ草紙」の音楽（2001年）
- 「北斗西流」-雅楽、電子音響とロボットの舞い-（2008年）
- 舞台作品「法火守千年抄-春秋組曲-」（2010年）
- 古代祝祭劇「太陽の記憶―卑弥呼」（2014年）

### オーケストラ
- オーケストラのための「崩壊の神話」（1995年）
- 交響詩・遥かなる流れの郷「胆沢」（1997年）
- 雅楽とオーケストラのための「蜘蛛」（1998年）
- オーケストラのための「西北の潮流」（2007年）

### マンドリンオーケストラ
- マンドリンオーケストラのための「PEGASUS」（1985年）

### 室内楽・器楽
- 弦楽四重奏曲（1976年）
- トランペットとチャイムのための「冬の神話Ⅰ」（1977年）
- ヴァイオリンとピアノのための「星の死」（1983年）
- ガムラン・アンサンブルのための「星流譜」（1987年）
- ハープのための「透明な鏡」（1987年）
- ソプラノ、シンセサイザー、ピアノと2人の打楽器奏者のための「砂の都市」（1991年）
- ヴァイオリンと打楽器のための「風鐸」（1992年）
- ピアノのための「光の残像 I 」（1992年）
- ピアノのための「光の残像II」（1997年）
- チェロとピアノのための「星群」（1997年）
- チェロとピアノのための「星群 II」（1998年）
- 独奏マリンバ・ティンパニと打楽器群の為の二重協奏曲「ミュージアム・グッズ」（2003年）
- ピアノのための「石の門」（2003年）
- アースストリーム（2007年）
- ピアノと南部鈴のための「光の粒子」（2009年）
- ピアノと明珍火箸のための「水の粒子」（2010年）
- ピアノと歌舞伎オルゴールのための「虹の粒子」（2011年）
- オルガンとピアノのための「空の迷路」（2012年）
- ピアノ、バンドネオンとチェロのための「星座」（2013年）
- 「アンドロメダ銀河」ピアノ4手連弾のための（2014年）
- 「Cat in the Box『猫はしばしば箱に潜る』」プリペアード・ピアノ4手連弾と2台のトーイ・ピアノのための（2015年）

### 伝統楽器による作品
- 雅楽「総礼伽陀附楽」（1978年）
- 擬西北平調調子（1980年）
- 西北平調の祈り（1981年）
- 月令三帖（1982年）
- 小宇宙儀「五つの歴程」（1983年）
- 鏡石の祭Ⅰ（1984年）
- 琉璃笙天譜（1985年）
- 木の精霊（1985年）
- 「天球に二つの遠い星を」合竹と唱歌のために（1985年）
- 横笛のための「樹霜Ⅰ」（1986年）
- 阮咸のための「樹霜Ⅱ」（1986年）
- 楔形譜（1986年）
- 出雲国譲り（1986年）
- 伶楽十三軌道-堆積する軌跡（1987年）
- ソプラノ、テナー、箏、三絃のための「八千矛の神の歌物語」（1987年）
- 正倉院の復元楽器のための「法勝寺塔供養」（1988年）
- 樹霊譜（1989年）
- 砂手本（1989年）
- 鏡石の祭Ⅱ（1990年）
- 邦楽器群のための「地響風韻」（1990年）
- 夕凪の章Ⅰ（1990年）
- 天問-屈原詩による（1991年）
- 波紋（1992年）
- 冬凪（1992年）
- 水鏡（1992年）
- 濤韻（1992年）
- 聲明のための「球形の悔過」（1992年）
- 水の葉（1993年）
- 「星の林」復元された新羅琴のために（1994年）
- 雅楽、聲明、伶楽のための「西行――光の道」（1995年）
- 遠雷の時（1995年）
- 箏唄を伴った十三絃、十七絃と朗読と舞踊のための「月の夜ざらし」（1997年）
- 雅楽のための「月の位相」（1998年）
- 箏三重奏のための「雫…」（1998年）
- 三絃ソロのための「湖面の妖像」（1998年）
- 邦楽器群のための「遊月記」（1998年）
- 三味線とピアノのための「波濤の舞」（1999年）
- 邦楽器群のための「遠雷の時」（1999年）
- 邦楽器群のための「日輪幻影」（2001年）
- 邦楽器群のための「水の葉」（2002年）
- 三十絃箏のための「三十一夜」（2002年）
- 聲明「十牛図」鎮魂と再生への祈り-心の四十五声-（2011年）
- 三十絃箏のための「風韻の舞」（2012年）
- 「梨花一枝」新・長恨歌（2014年）
- 「花の夕顔」独奏箏と女声のための（2016年）

### 合唱・歌曲
- 合唱と打楽器のための「冬の神話Ⅱ」（1978年）
- 混声合唱のための「風の使者 -前登志夫の短歌による-」（1981年）
- 混声合唱とオーケストラのための「いのちの祝祭」（1995年）
- 歌曲「黄昏の種子」（1998年）
- 風を拓いて（NHK全国学校音楽コンクール高等学校の部課題曲）（1998年）
- 酒を造る里のものがたり（2010年）

### 電子音楽・コンピュータ音楽
- 電子音楽「時の鏡 I ――風の地平」（1986年/1993年）
- リコーダーと電子音響のための「風の笛」（1987年）
- 聲明による「綴れ織り I 」（1988年/1990年）
- 火の道（1993年）
- 聲明とパルサー波によるコンピュータ音楽のための「虚空星響」（1996年）
- ピアノとコンピュータのための「光の残像2.1.1」（1997年）
- コンピュータ音楽「水底の唄」（1999年）
- 能管、ピアノとコンピュータのための「MAZE」（2001年）
- コンピュータ音楽「冥府の女」（2002年）
- パルサー波によるコンピュータ音楽と雅楽「宇宙の響き・地の響き」（佐賀県立宇宙科学館委嘱のプラネタリウムコンサート、2003年）
- コンピュータ音楽「Star Wind」（2003年）
- コントラバスと電子音響のための「砂上の楼閣」（2004年）
- 「光の残像III『天使の梯子』」ピアノとコンピュータのための（2006年）
- 「北斗西流」-雅楽、電子音響とロボットの舞い-（2007年）
- ヴァイオリンとコンピュータのための「星曲線」（2010年）
- ピアノ、トーイ・ピアノとコンピュータのための「月夜の虹」（2012年）

### 吹奏楽
- 吹奏楽のための「環状列石—Stonhenge」（1998年）

### 映画・放送（テレビ・ラジオ）のための音楽
- りゅうの目のなみだ（浜田広介原作、押井守監督の文部省選定アニメ、1981年）
- 思い出のアン（和田登原作、吉田憲二監督の映画、1984年）
- 天使のたまご（押井守監督のOVA作品、1985年）
- ステップ&ジャンプ（NHK教育テレビ、中学校・高等学校向けの教育番組。1990年-1997年）
- マルチェロ・マストロヤンニのフィレンツェルネサンス（NHKスペシャル、1991年）
- 巌流島 小次郎と武蔵（NHK、1992年）
- 炎立つ（NHK大河ドラマ、1993年-1994年）
- きこぱたとん（村上靖子監督の映画、1993年）
- グスコーブドリの伝記（宮沢賢治原作のアニメ映画、1994年）
- やらまいか!　国際的な自動車メーカーを創立した男とそれを支えた妻（NHK名古屋開局70周年記念ドラマ、1995年）
- 世界美術館めぐり（NHK BS2、1995年）
- 賢治のトランク（宮沢賢治原作のアニメ映画、1996年）
- 新・半七捕物帳（NHK金曜時代劇、1997年）
- 山河憧憬「紫霞」（NHK、1998年）
- ふたりでタンゴを（NHK水曜ドラマの花束、1999年）
- FMシアター（NHK-FM・ラジオドラマシリーズの一連の作品、2000年-）
- 蜜蜂の休暇（NHK月曜ドラマシリーズ、2001年）
- 命捧げ候（NHK金曜時代劇、2002年）
- 新日曜名作座（NHKラジオ第1放送・ラジオドラマシリーズの一連の作品、2008年-）
- にっぽんの芸能 （NHK教育、2013年-）
- かつお （NHK、2013年）
- 特集オーディオドラマ 「交響詩 ジーンとともに～たった一羽の渡り鳥～」（NHK-FM、2014年）

### その他
- CD
  - 「アルファ派分析による受験生のためのバイオミュージック」（Sony Records、1991年）
  - 「働く女性のための音楽～ストレス解消のバイオミュージック」（Sony Records、1991年）
  - 「音空間-水の風景」（ミサワホーム総合研究所、1994年）
  - 「ゼロ歳児の音楽 ― 生まれて初めての音楽」（Sony Records、1995年）
  - 「マタニティ・ミュージック／クラシックと赤ちゃん」（Sony Records、1995年）
- 「おもちゃが奏でる日本の音」（音楽之友社）（1998年）
- CD-ROM「風景遺産」（シンフォレスト）（2000年）
- Hommes et Robots（パリ日本文化会館「人とロボット展」のためのCGと音楽による作品、2003年）
- サッポロビール北海道工場（恵庭）の空間環境音楽
- サッポロ・ファクトリー常設施設内の環境音楽
- モーリー・ロバートソンプロデュースのアート・プロジェクト「チベトロニカ・プロジェクト」での音楽制作。（チベットで収集され、ネット経由で送られた音素材を作品に随時加えていく作曲スタイルがとられた[16]。2007年）

## 所属学会
- 情報処理学会・音楽情報科学研究会(SIGMUS)